# Anders Persson
Anders Persson (* 20. September 1982 in Ystad) ist ein ehemaliger schwedischer Handballtorwart.

## Leben
Der 1,99 Meter große und 104 Kilogramm schwere Torhüter spielte beim schwedischen Verein IFK Ystad HK und anschließend in Dänemark bei Bjerringbro-Silkeborg. Zur Saison 2010/11 wechselte er zum deutschen Zweitligisten GWD Minden, mit dem er 2012 in die erste Bundesliga aufstieg. 2014 verließ er Minden und schloss sich Ystads IF HF an.
Mit Ystad spielte Persson im EHF-Pokal (2003) und im Europapokal der Pokalsieger (2004), mit Bjerringbro-Silkeborg ebenfalls im EHF-Pokal (2009).
Anders Persson stand neunmal im Aufgebot der schwedischen Nationalmannschaft. Mit der schwedischen Juniorennationalmannschaft gewann er die U-21-Weltmeisterschaft 2003.